# Holtensen (Hameln)
Holtensen liegt im Norden Hamelns und gehört neben den Dörfern Unsen und Welliehausen zu der Ortschaft Sünteltal. 1973 wurde die ursprünglich eigenständige Gemeinde in die Stadt Hameln eingemeindet.

## Geografie

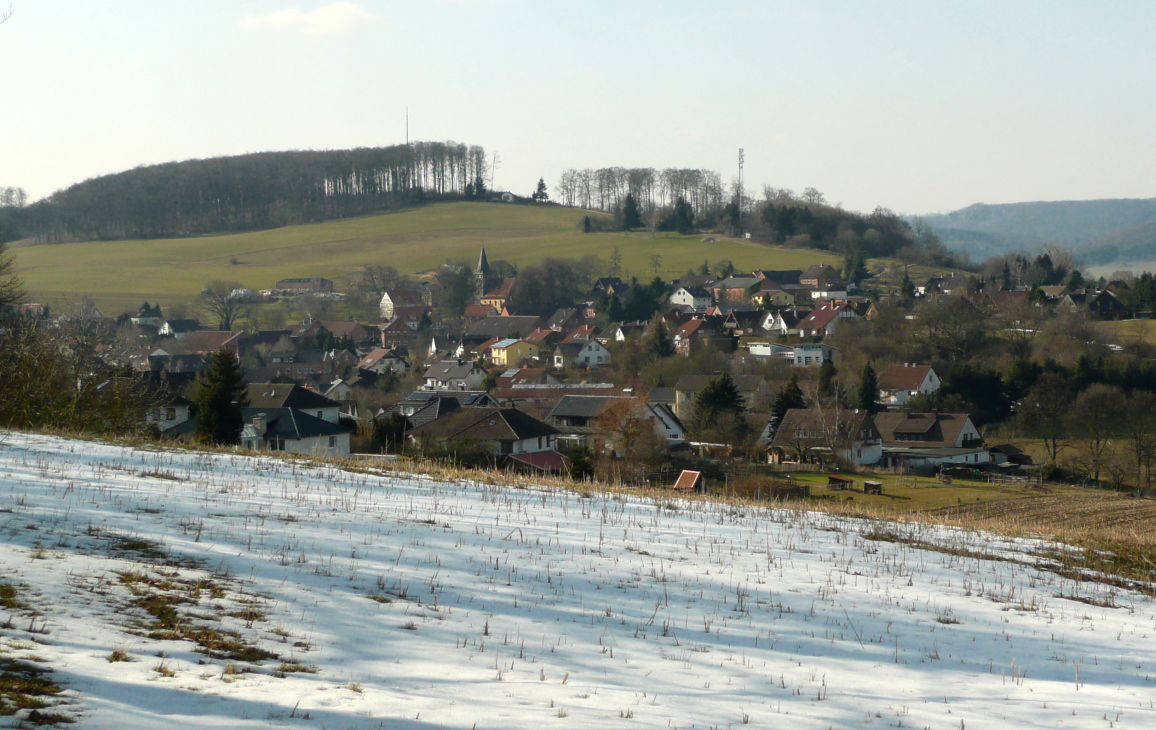
Blick vom Schweineberg auf Holtensen

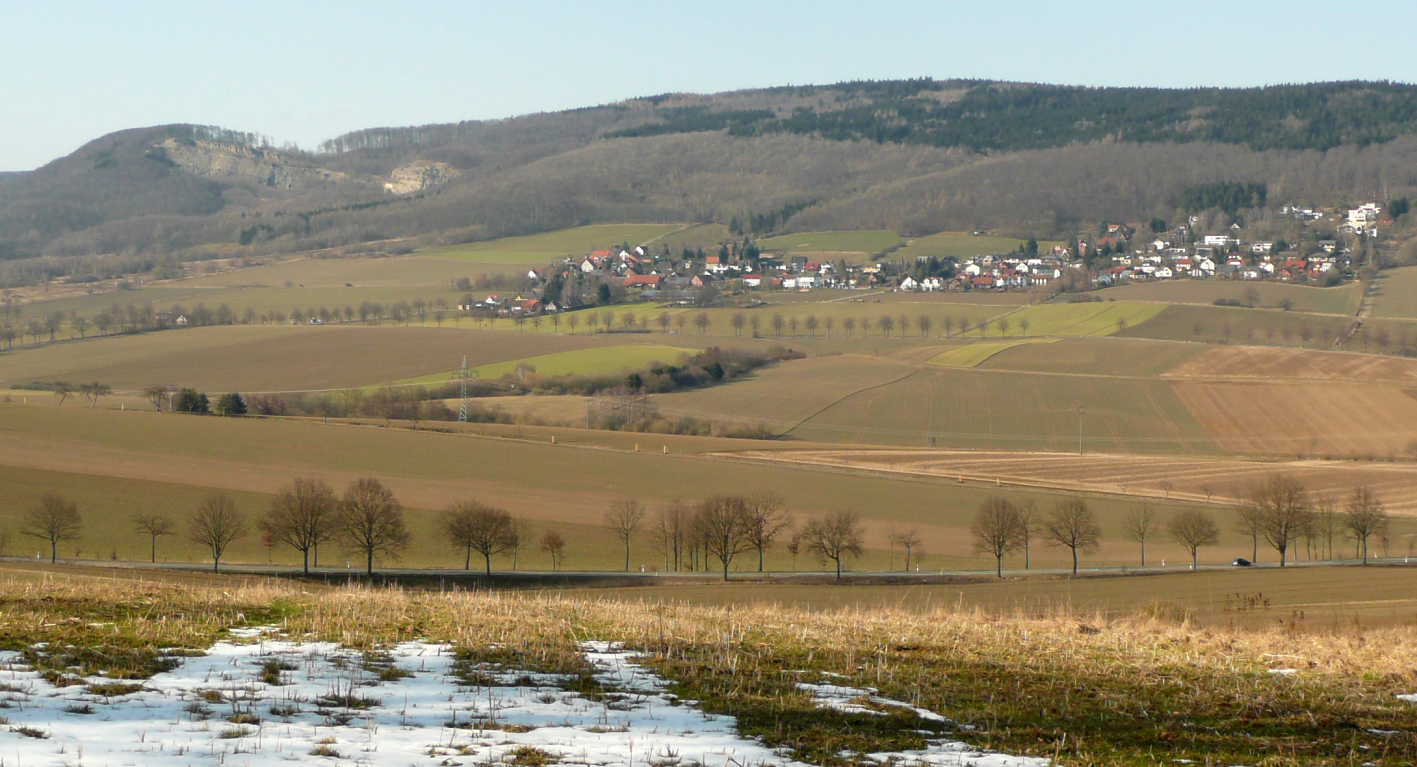
Blick vom Schweineberg auf Welliehausen

Der Ort liegt mitten im Naturpark Weserbergland und grenzt an das Süntelgebirge an.

## Geschichte
Die Entstehung des Ortsnamens geht auf Theoderich von Holthusen zurück, der als Gerichtsherr die beiden Dingstühle zu Münder und Diedersen innehatte.
Während des Dreißigjährigen Krieges zog der Heerführer Tilly 1625 mit seinen Truppen in Holtensen ein. Im Siebenjährigen Krieg erfuhr Holtensen im Zuge der Schlacht bei Hastenbeck durch die Franzosen ebenfalls wieder fremde Einquartierung. Im Jahre 1812 wurde das Schulhaus bei der Kirche gebaut. Die betreffende Verfügung hierfür trägt die Unterschrift des Franzosenkönigs Jérôme, dem jüngsten Bruder Napoleon Bonapartes.

## Politik
Ortsbürgermeisterin ist Bettina Schultze (SPD).

### Wappen
| Das Wappen von Holtensen | Blasonierung: „Auf blauem Feld stehen drei achtzackige, diamantgeschnittene silberne Sterne.“ |
| Das Wappen von Holtensen |                                                                                               |

## Kultur und Sehenswürdigkeiten
- Seit dem Jahr 1334 untersteht die Kirche zu Holtensen der Patronin des Klosters Fischbeck und ist dem Heiligen Ägidius geweiht. In den Jahren zuvor bildete die Kirche einen Teil des Besitzes der Herren von Boventen, bevor Johann und Günter von Bovenden diese am 1. Oktober 1334 der Äbtissin und dem Konvent zu Fischbeck, mitsamt allen zugehörigen Besitzungen in Holtensen und Unsen als Lehen und Eigentum schenkten. Unter den Zeugen treten der Fischbecker Kanonikus Ludolf von Hannover und Hermann von Hardenberg auf, der ein Verwandter der Stifter und Archidiakon in Ohsen war. Im Jahr 1507 überließ der Holtenser Bürger Hermann Stalknecht dem Stift Fischbeck alle seine Güter in Holtensen. Ob diese schließlich der Patronatskirche zugesprochen wurden, ist unbekannt.

Die heutige Kirche wurde 1909 gebaut, jedoch reichen Bestandteile des Gotteshauses bis in das 12. Jahrhundert zurück. So wurde damals der Westturm aus Bruchsteinmauerwerk mit Eckquadern realisiert. Zudem entstammt das Tympanon des Südportals aus jener frühen Zeit der Kirche.